# Meksyk na Zimowych Igrzyskach Paraolimpijskich 2006
Reprezentacja Meksyku na Zimowych Igrzyskach Paraolimpijskich 2006 liczyła 1 sportowca. 
Kraj ten reprezentował narciarz alpejski Armando Ruíz, prawnik z miasta Meksyk. Brał on udział w slalomie gigancie siedząc, zajmując 41 miejsce na 41 zawodników. Uzyskał on czas to 5:43.45, z prawie 4-minutową stratą za zwycięzcą, Martinem Braxenthalerem z Niemiec, i z około 3-minutową stratą do czterdziestego Xaviera Bariosa z Andory. Były to jego pierwsze zawody, otrzymał więc na mecie owacje po każdym z przejazdów.